# Schleuse Blankenstein
Die Schleuse Blankenstein, auch Hoffstiepel genannt, ist eine erhaltene Schleuse aus der Zeit der Schiffbarmachung der Ruhr durch König Friedrich II. Sie befindet sich gegenüber dem namensgebenden Hattinger Stadtteil Blankenstein im heutigen Bochumer Stadtteil Stiepel.

## Geschichte
Die Schleuse wurde in den Jahren 1777 und 1778 gebaut und 1822 mit Sandsteinquadermauerwerk erneuert. Im 19. Jahrhundert fanden mehrfach Modernisierungen statt. Sie gehört zu insgesamt 16 Schleusen, die in der Zeit von 1776 bis 1780 für die Ruhrschifffahrt errichtet wurden. Ihre Länge beträgt 58 Meter, ihre Breite 10 Meter und der Hub 3,8 Meter. Die Schleusenkammer ist 44,5 Meter lang und 5,4 Meter breit. Im Jahr 2014 wurde sie renoviert.
An der Schleuseninsel befindet sich seit 1870 das Wasserwerk Stiepel und seit 1910 ein Wasserkraftwerk für den Betrieb der Trinkwasserpumpen. Die Förderung beträgt 16 Millionen Kubikmeter Wasser pro Jahr. Das Trinkwasser wurde aus Grundwasserbrunnen nahe der Ruhr gefördert, mittels Mehrschichtfilteranlage von Schwebstoffen gereinigt, dann entsäuert und chloriert.
Aus dem Wasserlehrpfad der Ruhr ist ein Rohrleitungsmodell (Hauptwasserleitung bis zum Hausanschluss) vor dem Schleusenhaus aufgestellt. Anhand von Schautafeln werden Informationen über das Thema Ökologie und Wassergewinnung vermittelt. Die Trinkwassergewinnung wurde im Jahr 2015 eingestellt, das Kraftwerk ist weiter in Betrieb.
Die Schleuse Blankenstein gehört zur Route der Industriekultur. Schleuse, klassizistisches Schleusenwärterhaus, Schleusenkanal, Wehr und Leinpfad stehen seit dem 24. August 1988 unter Denkmalschutz.